# Fabio Frandi
Fabio Frandi (Firenze, 9 dicembre 1947) è un ex nuotatore e dirigente sportivo italiano.

## Carriera
Fabio Frandi, è nato a Firenze il 9 dicembre 1947. 
Dal 1978 è Presidente della Fiorentina Nuoto e dall'inizio di aprile 2005 Commissario Straordinario, poi Presidente della Fiorentina Waterpolo, incarico lasciato nell'autunno 2007.
Ha diretto la preparazione come CT della Nazionale Italiana di Nuoto (Federazione Italiana Nuoto) e sono suoi i progetti tecnici in quattro Olimpiadi (Seoul, Barcellona, Atlanta, Sidney).
A soli 19 anni diventa Campione e Primatista Italiano assoluto dei 1500 m stile libero.
Nel 1967 entra stabilmente nella Nazionale di Nuoto e ha il privilegio di partecipare anche alla prima Italia USA di Pallanuoto.
1966 – Istruttore settore agonistico Centri Coni Firenze 
1967/68 – Istruttore Centri CONI di Roma 
1969 – Viene Nominato Capoistruttore dei Centri CONI e allena la squadra del CN Pistoia
1969 – Docente FIN
1970 – Viene Nominato Direttore e Capoistruttore nei Centri CONI e allena la squadra del CN Pistoia e Porretta Terme.
1972 – da Pistoia si Trasferisce a Bari per dirigere l'imponente centro del CUS Bari e allena con successo sia la squadra di nuoto, portando diversi atleti all'attività nazionale con vittorie di medaglie a livello nazionale e internazionale sia la squadra di pallanuoto. Per 10 anni farà parte del Consiglio Nazionale dell'Associazione Allenatori di Nuoto. In questo periodo si impegna anche in simposi e convegni per il miglioramento dei paramorfismi della colonna vertebrale e della successiva sperimentazione in acqua.
1978 – si trasferisce da Bari a Firenze e fonda la Fiorentina Nuoto che si unirà con il Centro Sportivo Fiorentino, i Nuotatori Fiorentini e il Circolo Nuoto Firenze che infine si fonderà con Amici Nuoto, che oltre dare vita alla più brillante squadra di nuoto della regione Toscana degli ultimi 35 anni, viene risolto un problema di super proliferazione di Società di nuoto che stava facendo decadere il livello tecnico per mancanza di spazi. La sua squadra nel 1994 porta a Firenze l'unico scudetto per Firenze con la squadra maschile e femminile di Nuoto, Campione d'Italia assoluta. Nel 2005 la “sua” Fiorentina festeggia la medaglia numero 1000 tra nazionali e internazionali.
1987 – Viene eletto nel Consiglio Nazionale della FIN dove diventerà vicepresidente fino al 1999, dove tra l'altro svolge su mandato della Federazione Nuoto per tre volte la carica di Commissario Straordinario nelle regioni Puglia, Emilia-Romagna e Toscana, Presidente del Comitato Organizzatore degli Europei di Pallanuoto 1999, poi per una crisi interna alla FIN lascia. Nel frattempo ricopre ininterrottamente il ruolo di CT della Nazionale Italiana e in 12 anni porta alla FIN e all'Italia più medaglie Olimpiche, Mondiali ed Europee che nel resto di tutta la precedente storia del nuoto Italiano. Con la sua strategia politico/sportiva a Buenos Aires nell'estate del 1987 fonda la Lega dei Paesi Mediterranei di Nuoto che diventando poi COMEN, raccoglie l'adesione di quasi 30 paesi, la COMEN diventerà “l'ago della bilancia” della politica internazionale del nuoto che rende all'Italia la dignità internazionale, difatti nell'ultimo quarto di secolo all'Italia viene attribuita la Presidenza europea e la vicepresidenza Mondiale. È inutile fare l'elenco dei successi di Fabio Frandi in campo nazionale e internazionale, sono della sua gestione delle squadre nazionali le prime 4 medaglie olimpiche maschili, il primo record del mondo maschile il titolo mondiale nel fondo a squadre a Perth (Australia) nel 1998 e circa 50 medaglie tra europee, mondiali e olimpiche, alcuni dei prodotti della sua conduzione, portano i nomi di Fioravanti, Rosolino, Lamberti, Battistelli e tanti tanti altri. In questo periodo, sarà docente Nazionale per la formazione di dirigenti e tecnici sia in seno alla FIN Nazionale sia a livello universitario per corsi post laurea e master. Inoltre con la Presidenza CONI Pescante ha fatto parte della Commissione Olimpiadi (Presidente Pescante) e della Commissione Enti di Promozione (Presidente Lo Bello).
2000 – Viene eletto Presidente degli Azzurri d'Italia Toscana e Firenze
2003 – 2007 Fonda la nuova Federazione Italiana Sport dell'Acqua che conta oltre 200 società affiliate e delegazioni in tutta Italia. La FIPSAS lo chiama a livello nazionale a presiedere gli sport di squadra con le pinne da lui inventati. Contemporaneamente, su pressione del “Mito della Pallanuoto Gianni De Magistris, fonda la Fiorentina Waterpolo e in 5 anni arriva a vincere come Presidente (unico caso in qualsiasi sport nella città di Firenze), Scudetto, Coppa Campioni e Supercoppa.
2008 – Viene Eletto Presidente del Consiglio Nazionale della SIMIS (Società Italiana Management & Impiantistica Sportiva), e dopo più di un quarto di secolo riporta un nuotatore fiorentino di alto livello ad un'Olimpiade, quella di Pechino (Niccolò Beni - Fiorentina Nuoto), le ragazze della Waterpolo invece parteciperanno in sei per la Fiorentina Waterpolo alla stessa Olimpiade.
Un'altra prerogativa fondamentale da attribuire a Fabio Frandi è la capacità gestionale degli impianti natatori che diventa la sua attività principale a livello lavorativo fin dal 1969, con la Direzione prima dal delle piscine del Comune e della Provincia di Pistoia, poi con la conduzione delle piscine del Centro Universitario Sportivo di Bari, delle piscine di Ravenna e Firenze, dove hanno imparato a nuotare oltre 100.000 partecipanti, per lo più bambini in età scolare.
Queste capacità lo hanno interessato con incarichi di docenza nell'ambito ISEF, Facoltà Scienze delle Attività Motorie (Master per Laureati), Facoltà di Economia e Commercio (Master per Laureati), Docenze Nazionali SIT (Settore Istruzione Tecnica della Federazione Italiana Nuoto) ed è stato relatore per decine di volte in simposi riguardanti la tecnica natatoria, la gestione e convegni e iniziative per diversamente abili. Negli ultimi anni la sua passione per l'informatica lo ha portato a realizzare e donare un computer facilitato per i piccolissimi del reparto oncologico dell'Ospedale Mayer di Firenze e un computer, utilizzabile senza schermo per non vedenti, capace già 15 anni fa di leggere, scrivere e navigare in internet per la lettura dei giornali e delle pagine web, regalato alla biblioteca comunale di Bagno a Ripoli.
Nel 2009 viene eletto membro della giunta dell'Associazione Nazionale Sportiva del Sistema Confindustria (ASC) che poi diventerà Attività Sportive Confederate, legata a Confcommercio, e contribuisce al riconoscimento CONI, quale Ente Nazionale di Promozione Sportiva. Nel 2011 diventa vicepresidente dello stesso Ente Nazionale e infine Direttore Generale, a seguito del rinnovo delle cariche di tale Ente, pur rimanendovi a collaborare a livello nazionale, si candida e diventa Presidente Regionale della Toscana.

## Palmarès
Campionati italiani
1 titolo individuale
- 1 nei 1500m stile libero

sono riportate solo le vittorie:
| Anno | Edizione | st. libero 1500 m |
| ---- | -------- | ----------------- |
| 1967 | Estivi   | 1                 |